# Durango-Durango Emakumeen Saria 2018
La 17e édition de la Durango-Durango Emakumeen Saria a eu lieu le 17 mai 2018. La course fait partie du calendrier international féminin UCI 2018 en catégorie 1.2. Elle est remportée par la Néerlandaise Anna van der Breggen.

## Présentation

### Parcours
La course parcourt tout d'abord cinq fois un tour comprenant l'ascension de l'Alto de Miota. Elle se conclut par deux tours escaladant l'Alto de Goiuria.

## Favorites
Annemiek van Vleuten est la principale favorite à sa propre succession avec Anna van der Breggen.

### Équipes
| Équipes féminines professionnelles (22)- Alé Cipollini - Aromitalia Vaiano - Astana Women's - Bepink - Bizkaia-Durango - Boels Dolmans - BTC City Ljubljana - Canyon-SRAM Racing - Cogeas - Cylance - FDJ-Nouvelle Aquitaine-Futuroscope - Lotto Soudal Ladies - Mitchelton-Scott - Movistar Team - Parkhotel Valkenburg-Destil - Servetto-Stradalli Cycle - Sopela Women's Team - Top Girls Fassa Bortolo - Valcar PBM - WaowDeals - Wiggle High5 - WNT-Rotor Pro Cycling Équipe féminines amateur (4)- Catema.cat - Nafarroa-Ermitagana-Navarra - Pays-Basque - Río Miera-Cantabria Deporte |
| |

## Récit de la course
Le début de parcours ne permet pas à une échappée de se former. Dans la deuxième ascension de l'Alto de Goiuria, Sabrina Stultiens attaque, mais est contrée par Anna van der Breggen. Elle passe au sommet avec vingt-neuf secondes d'avance sur Annemiek van Vleuten. Sabrina Stultiens précède alors un groupe de cinq coureuses. Les places à l'arrivée sont identiques.

## Classements

### Classement final
| \| Classement général \| Classement général \| Classement général \| Classement général \| Classement général \| \| Coureuse \| Coureuse \| Pays \| Équipe \| Temps \| \| ------------------ \| -------------------- \| ------------------ \| ---------------------------------- \| ------------------ \| \| 1re \| Anna van der Breggen \| Pays-Bas \| Boels Dolmans \| 2 h 56 min 29 s \| \| 2e \| Annemiek van Vleuten \| Pays-Bas \| Mitchelton-Scott \| + 29 s \| \| 3e \| Sabrina Stultiens \| Pays-Bas \| WaowDeals \| + 57 s \| \| 4e \| Elisa Longo Borghini \| Italie \| Wiggle High5 \| + 1 min 22 s \| \| 5e \| Ane Santesteban \| Espagne \| Alé Cipollini \| + 1 min 22 s \| \| 6e \| Pauliena Rooijakkers \| Pays-Bas \| WaowDeals \| + 1 min 22 s \| \| 7e \| Shara Gillow \| Australie \| FDJ-Nouvelle Aquitaine-Futuroscope \| + 1 min 22 s \| \| 8e \| Hanna Nilsson \| Suède \| BTC City Ljubljana \| + 1 min 22 s \| \| 9e \| Eider Merino \| Espagne \| Movistar Team \| + 1 min 22 s \| \| 10e \| Olga Zabelinskaïa \| Russie \| Cogeas-Mettler Pro Cycling Team \| + 1 min 43 s \| |                      |           |                                    |                 |
| |                      |           |                                    |                 |
| Source : ProCyclingStats |                      |           |                                    |                 |
| Classement général |                      |           |                                    |                 |
| Coureuse | Coureuse             | Pays      | Équipe                             | Temps           |
| 1re | Anna van der Breggen | Pays-Bas  | Boels Dolmans                      | 2 h 56 min 29 s |
| 2e | Annemiek van Vleuten | Pays-Bas  | Mitchelton-Scott                   | + 29 s          |
| 3e | Sabrina Stultiens    | Pays-Bas  | WaowDeals                          | + 57 s          |
| 4e | Elisa Longo Borghini | Italie    | Wiggle High5                       | + 1 min 22 s    |
| 5e | Ane Santesteban      | Espagne   | Alé Cipollini                      | + 1 min 22 s    |
| 6e | Pauliena Rooijakkers | Pays-Bas  | WaowDeals                          | + 1 min 22 s    |
| 7e | Shara Gillow         | Australie | FDJ-Nouvelle Aquitaine-Futuroscope | + 1 min 22 s    |
| 8e | Hanna Nilsson        | Suède     | BTC City Ljubljana                 | + 1 min 22 s    |
| 9e | Eider Merino         | Espagne   | Movistar Team                      | + 1 min 22 s    |
| 10e | Olga Zabelinskaïa    | Russie    | Cogeas-Mettler Pro Cycling Team    | + 1 min 43 s    |

### Points UCI
| Position           | 1er | 2e | 3e | 4e | 5e | 6e | 7e | 8e à 10e |
| Classement général | 40  | 30 | 25 | 20 | 15 | 10 | 5  | 3        |

### Primes
L'épreuve attribue les primes suivantes :
| Position | 1er   | 2e    | 3e    | 4e    | 5e    | 6e    | 7e   | 8e   | 9e   | 10e  |
| Prix     | 330 € | 220 € | 165 € | 135 € | 110 € | 100 € | 90 € | 80 € | 65 € | 40 € |

Las places de onze à vingt 40 €.